# 慈善団体

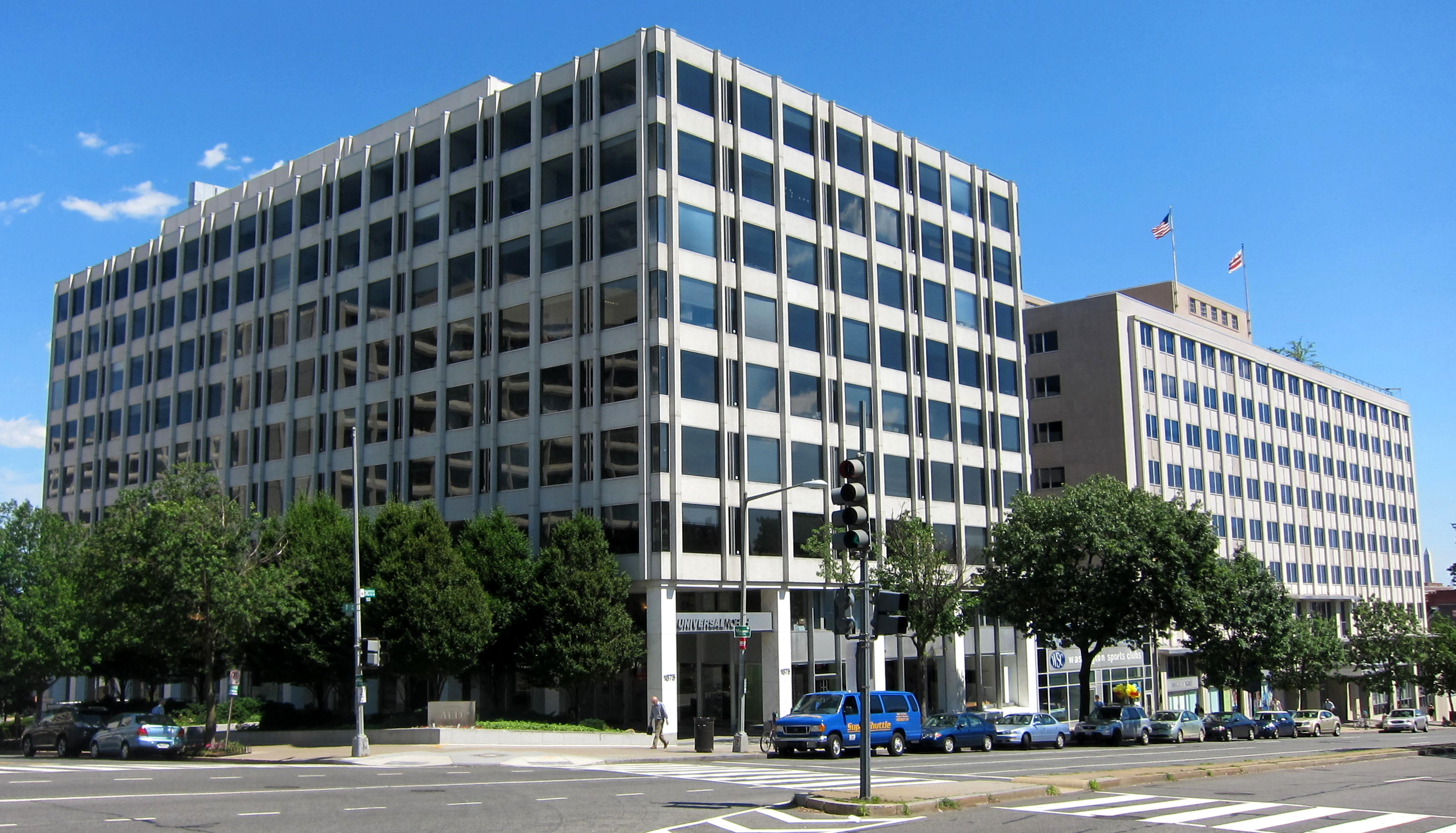
ワシントンD.C.にある、アメリカがん協会のオフィス

慈善団体（じぜんだんたい、charitable organization または charity ）とは、フィランソロピーと社会的良好さ（例えば、公益や共通善に資する教育・宗教等の活動）を、主な目的とする組織である。
慈善団体の法的な定義は、国ごとで、場合によればその国の地域ごとで異なっている。その規制、税制、チャリティ法の慈善団体への及び方も、違っている。慈善団体は、その資金を個人や組織の利益のために使ってはならない。 （しかしながら、慈善団体の収入から不相応な額がその幹部の給与として支払われたために、監査を受けたところもある）。
財務数値（例えば、税金還付、ファンドレイジング・物販とサービス・投資からの収益）は、特にチャリティ評価機関が、慈善団体の財務上の持続可能性を査定するための指標となっている。この情報は、寄付者や社会に対する慈善団体の評判、ひいてはその団体の金銭上の利益に、影響しうる。
慈善団体は、企業からの寄付金に依存している部分が多い。このような慈善団体への寄付は、企業のフィランソロピーの主な形をなしている。
免税団体の審査基準を満たすには、慈善団体が限定的に組織され運営されなければならない。 免税審査を受けて通るには、慈善団体が公益に従い、全ての非課税所得が公益を目的にせねばならない。
例えば英連邦の多くの国では、慈善団体が公益を与えていることを証明する必要がある。